# Bloc de Suport a les Reformes
Bloc no partidista de Suport a les Reformes (polonès Bezpartyjny Blok Wspierania Reform, BBWR) fou una organització oficial (de fet un partit polític) polonesa fundada per a donar suport a la política de l'aleshores president de Polònia Lech Wałęsa a les eleccions parlamentàries poloneses de 1993, en les quals va treure 746.653 vots (el 5,41% dels vots) i 18 escons. Va ser fundada per continuar les tradicions de Józef Piłsudski abans de la guerra amb el seu Bloc no Partidista de Col·laboració amb el Govern (Bezpartyjny Blok Wspólpracy Rządem z), també conegut per l'abreviatura BBWR. Tanmateix, les acusacions a Lech Wałęsa " de tenir aspiracions dictatorials provocaren tensions en el si de la coalició, que al final del mandat s'havia dividit en diversos grups. El 1997 va ingressar en l'Aliança Democràtica de la Dreta.

## Resultats electorals
| Any  | Vots         | %            | Escons   | +/- |
| ---- | ------------ | ------------ | -------- | --- |
| 1993 | 746,653      | 5.41         | 16 / 460 | Nou |
| 1997 | Dins del BdP | Dins del BdP | 0 / 460  | 16  |